# Kyrkslätts centrum

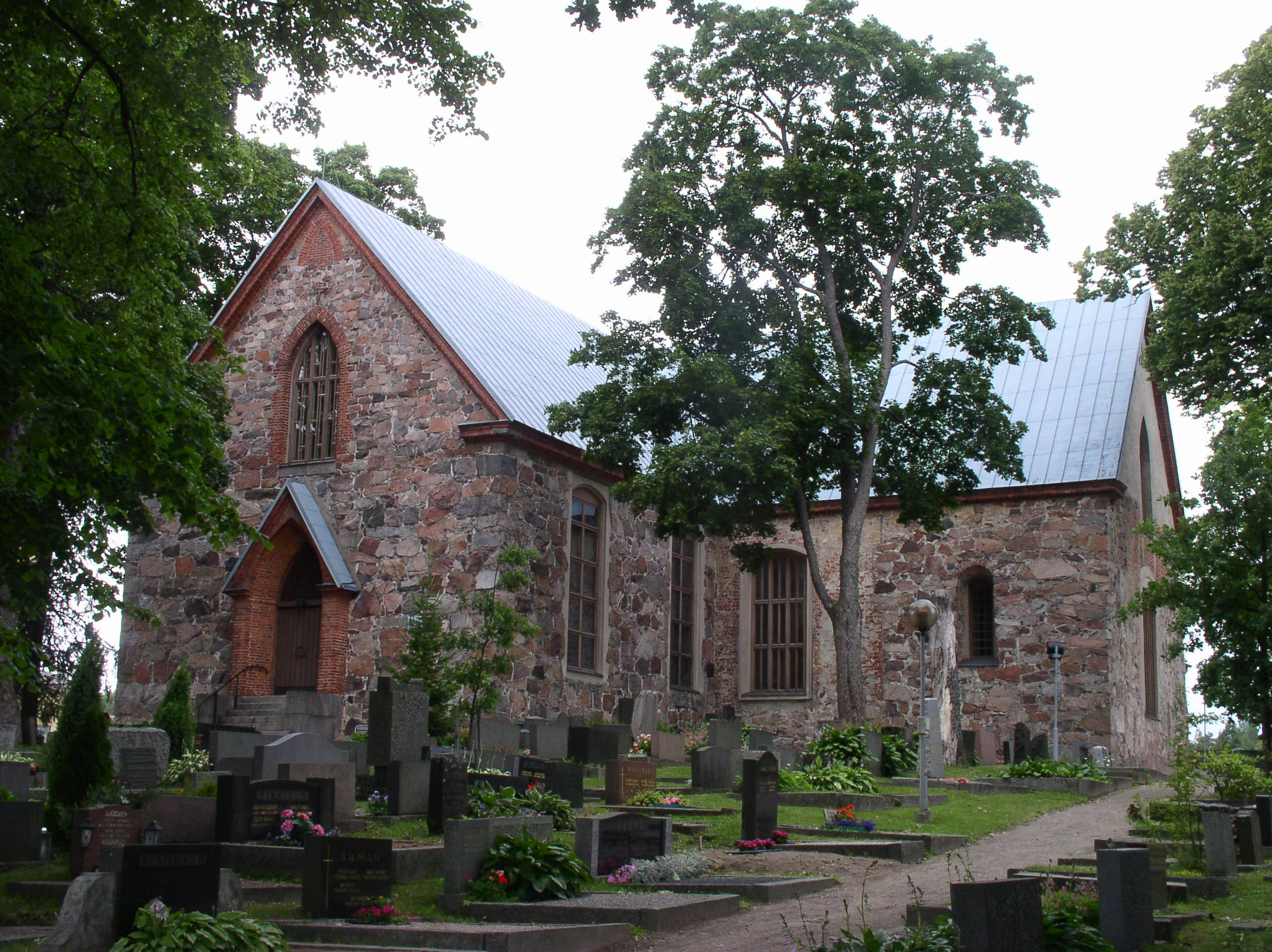
Kyrkslätts kyrka

Kyrkslätts centrum är Kyrkslätts kommuns administrativa centrum. Centrumet har byggts mellan Kyrkslätts kyrka och kustbanan Åbo-Helsingfors. Cirka 20 000 människor, alltså cirka hälften av kommunens invånare, bodde i tätorten i slutet av 2018. Största delen av kommunens tjänster ligger också i Kyrkslätts centrum. Statistiskt är Kyrkslätt en stadsliknande kommun även om kommunen inte har valt att officiellt bli en stad.
Kyrkslätts centrum bildas av olika kommundelar så som Bredberget, en del av Finnsbacka, Gesterby, Hindersby, Jungfruberg, Kyrkdalen, Kolsarby, Munkkulla och Råkulla. Centrumets södra delar sträcker sig ända till Kantvik och Smedsede.

## Historia

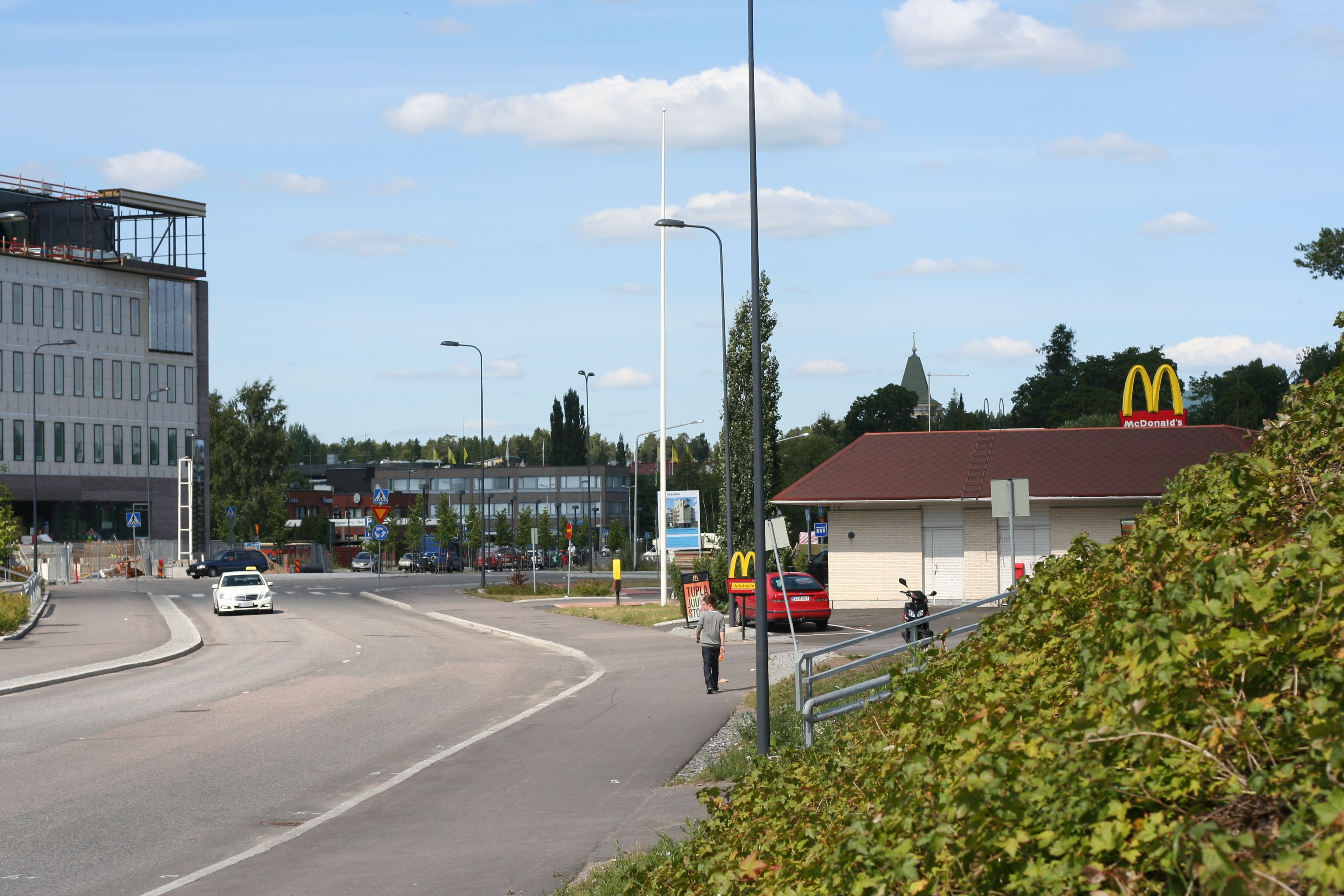
En del av Kyrkslätts centrum år 2011

Kyrkslätts centrum var länge en liten kyrkby. Till centrumets mest värdefulla byggnader hör 1400-talets stenkyrka helgad åt Sankt Mikael och klockstapeln som byggdes på 1800-talet. Kyrkslätts järnvägsstation färdigställdes i början av 1900-talet. Det finns flera affärshus från 1960- till 1980-talet i centrumet. Gesterby höghusområde färdigställdes norr om Kyrkslätts centrum på 1970-talet. Då fanns det endast cirka 2 300 invånare i centrumet. År 1995 hade invånarantalet växt till 11 300 och år 2011 fanns det totalt 18 500 invånare i Kyrkslätts centrum.
Under 1990-talet öppnades en ny McDonald's restaurang och den första stormarknaden Prisma Kyrkslätt i centrumet. Från och med år 2008 har centrumet utvecklats mycket och nya tjänster och bostäder har byggts vid Kustbanan. Bland annat K-Citymarket färdigställdes på den före detta åker i Kyrkdalen år 2009. Det nya kommunhuset färdigställdes i januari 2012.

## Tjänster

### Skolor
I Kyrkslätts centrum finns sex finskspråkiga grundskolor och en svenskspråkig grundskola, Winellska skolan. Kyrkslätts gymnasium erbjuder gymnasieundervisning på svenska och Porkala gymnasium på finska. Ett nytt bibliotek som heter Fyyri färdigställdes i centrumet år 2020.

### Hälsovård

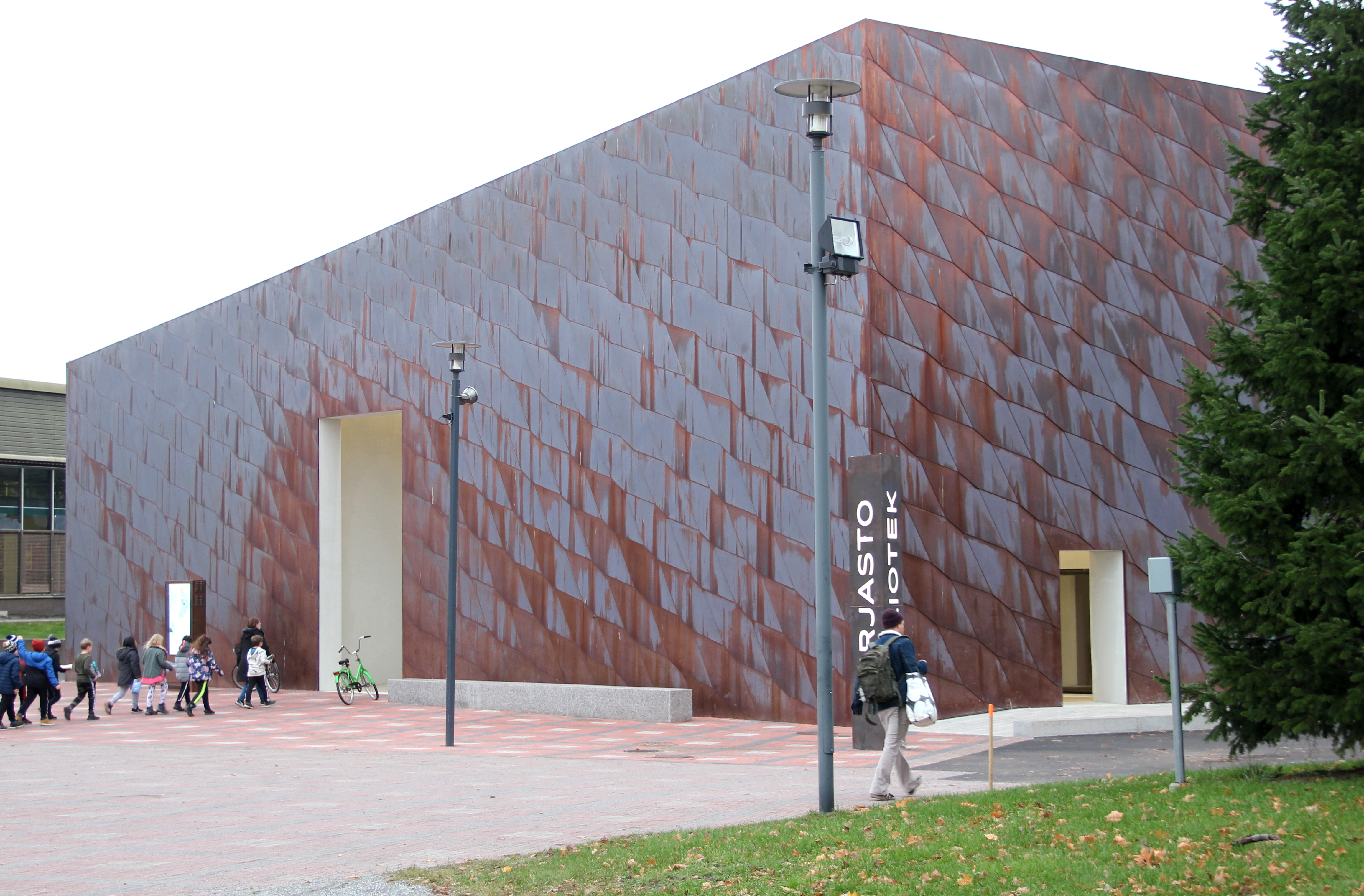
Kyrkslätts nya bibliotek Fyyri år 2020.

Kyrkslätts välfärdscentral ersatte det gamla hälsovårdscentrumet som var i dålig skick. Välfärdscentralen öppnades 1 december 2022.

### Idrott
I centrumet finns en stor idrottspark med simhall och ishallen som kallas Varuboden-arena.